# Daniel Revenu
Daniel Jean Claude Ernest Revenu (Issoudun, 5 december 1942 – 2 januari 2024) was een Frans schermer.
Tijdens zijn olympische debuut in Tokio won Revenu de bronzen medaille individueel en met het Franse team.
Revenu won met het Franse floretteam in 1968 olympisch goud. In 1972 won Revenu als met het team olympisch brons. Bij zijn laatste spelen won Noël de bronzen medaille met het team. In 1971 en 1975 werd Noël wereldkampioen met het team.
Revenu overleed op 81-jarige leeftijd op 2 januari 2024.

## Resultaten

### Olympische Zomerspelen
| Jaar | Plaats      | Resultaten                  |
| ---- | ----------- | --------------------------- |
| 1964 | Tokio       | floret team floret          |
| 1968 | Mexico-stad | floret team floret          |
| 1972 | München     | floret team HF poule floret |
| 1976 | Montreal    | floret team                 |

### Wereldkampioenschappen schermen
| Jaar | Plaats    | Resultaten           |
| ---- | --------- | -------------------- |
| 1963 | Gdańsk    | floret team          |
| 1965 | Parijs    | floret · floret team |
| 1971 | Wenen     | floret team          |
| 1974 | Grenoble  | floret team          |
| 1975 | Boedapest | floret team          |

1904: Fonst, Díaz, Van Zo Post ·
1920: Baldi, Costantino, A. Nadi, N. Nadi, Olivier, Puliti, Speciale, Terlizzi ·
1924: Cattiau, Coutrot, de Luget, Ducret, Gaudin, Jobier, Labatut, Perotaux ·
1928: Chiavacci, Gaudini, Guaragna, Pessina, Pignotti, Puliti ·
1932: Bondoux, Bougnol, Cattiau, Gardère, Lemoine, Piot ·
1936: Bocchino, Di Rosa, Gaudini, Guaragna, Marzi, Verratti ·
1948: Bonin, Bougnol, de Buhan, Lataste, d'Oriola, Rommel ·
1952: de Buhan, Lataste, Netter, Noël, d'Oriola, Rommel ·
1956: Bergamini, Carpaneda, Di Rosa, Lucarelli, Mangiarotti, Spallino ·
1960: Midler, Roedov, Sissikin, Svesjnikov, Zjdanovitsj ·
1964: Midler, Sissikin, Sjarov, Svesjnikov, Zjdanovitsj ·
1968: Berolatti, Dimont, Magnan, Noël, Revenu ·
1972: Dąbrowski, Godel, Kaczmarek, Koziejowski, Woyda ·
1976: Bach, Behr, Hein, Reichert, Sens-Gorius ·
1980: Bonin, Boscherie, Flament, Jolyot, Pietruszka ·
1984: Borella, Cerioni, Cipressa, Numa, Scuri ·
1988: Aptsiaoeri, Ibragimov, Koretsky, Mamedov, Romankov ·
1992: Koch, Schreck, Wagner, Weidner, Weißenborn ·
1996: Mamedov, Pavlovitsj, Sjevtsjenko ·
2000: Ferrari, Guyart, Lhotellier, Plumenail ·
2004: Cassarà, Sanzo, Vanni, Zennaro ·
2012: Valerio Aspromonte, Avola, Baldini, Cassarà ·
2016: Achmatchoezin, Safin, Tsjeremisinov ·
2020: Le Péchoux, Lefort, Mertine, Pauty ·
2024: Iimura, Matsuyama, Shikine, Nagano